# Greendale (album)
Greendale – album Neila Younga będący operą rockową, nagrany pomiędzy lipcem a wrześniem 2002 r. i wydany przez firmę nagraniową Reprise w sierpniu 2003 r. Oryginalne wydanie zawierało także DVD z solowym występem Younga z materiałem albumu.

## Historia i charakter albumu
Album ten jest operą rockową składająca się z 10 kompozycji Neila Younga. Akcja umieszczona jest w małym nadmorskim miasteczku Greendale. Od strony tekstowej można ją porównać do takich utworów jak Our Town (pol. Nasze miasto) Thorntona Wildera czy Winesburg Sherwooda Andersona, które w subtelnie ale i głęboko penetrują małe amerykańskie miasteczka.
Album ten otrzymał niezwykłą rozbieżność ocen krytyków, od "amatorszczyzny" do miana jednego z najlepszych albumów 2003 r. (magazyn Rolling Stone).
Oryginalne wydanie albumu ukazało się z dołączonym dyskiem DVD, który zawiera  solowy, akustyczny koncert Younga w Irlandii. Jest on o tyle ciekawszy od albumu, iż między utworami Young swoiście uzupełnia i komentuje utwory.
W 2004 r. wydano osobne DVD, tym razem z nagranym koncertem Younga z grupą Crazy Horse.

## Muzycy
- Neil Young – gitara, wokal, organy, harmonijka
- Billy Talbot – gitara basowa, wokal
- Ralph Molina – perkusja, wokal

The Mountainettes
- Pegi Young – chórki
- Nancy Hall – chórki
- Twink Brewer – chórki
- Sue Hall – chórki

## Spis utworów
| 1.  | Falling from Above   | 7:27    |
|     |                      |         |
| 2.  | Double E             | 5:18    |
|     |                      |         |
| 3.  | Devil’s Sidewalk     | 5:18    |
|     |                      |         |
| 4.  | Leave the Driving    | 7:14    |
|     |                      |         |
| 5.  | Carmichael           | 10:20   |
|     |                      |         |
| 6.  | Bandit               | 5:12    |
|     |                      |         |
| 7.  | Grandpa's Interview  | 12:57   |
|     |                      |         |
| 8.  | Bringin' Down Dinner | 3:16    |
|     |                      |         |
| 9.  | Sun Green            | 12:03   |
|     |                      |         |
| 10. | Be the Rain          | 9:13    |
|     |                      |         |
|     |                      | 1:18:18 |
|     |                      |         |

## Opis płyty
- Producent – Nel Young i L.A. Johnson
- Inżynier dźwięku – John Housmann
- Drugi inżynier – Will Mitchell
- Drugi inżynier (9) – Dan Newitt
- Studio – Playwood Analog
- Data nagrania – 11 lipca 2002–19 września 2002
- Mastering – Tim Mulligan
- Studio – Redwood Digital, Redwood City, Kalifornia
- Efekty audio – Will Mitchell
- Technik gitar – Larry Cragg
- Kierownictwo – Elliot Roberts & Lookout Management
- Długość – 77 min. 38 sek.
- Kierownictwo artystyczne i projekt – Gary Burden i Jenice Heo dla R.Twerk Co.
- Okładka – James Mazzeo
- Ilustracje – James Mazzeo
- Firma nagraniowa – Reprise
- Numer katalogowy – 48533-2

## Listy przebojów

### Album
| Rok  | Lista         | Pozycja |
| ---- | ------------- | ------- |
| 2000 | Billboard 200 | 22      |